# Albert Om i Ferrer
Albert Om i Ferrer (Taradell, 5 d'octubre de 1966) és un periodista català. A la televisió ha conduït o ha participat en programes com Malalts de tele, El club i El convidat, i a la ràdio ha conduït programes com L'hora del pati i Islàndia, a RAC1.
Llicenciat en Ciències de la Informació, des del setembre del 2000 fins al juliol del 2004 va dirigir i presentar L'hora del pati, el programa matinal de RAC1. Durant el primer semestre del 2004 va dirigir i presentar el programa setmanal d'entrevistes Jo vull ser, a TV3. Va ser guionista i copresentador del programa Malalts de tele, de TV3, i també va col·laborar als espais Set de nit, de Toni Soler, i La columna, de Júlia Otero.
Des del 2004 presentà El club a TV3, programa del qual s'acomiadà el 17 de juliol del 2009 amb l'edició número 1.000 i després de cinc anys de programa. A partir del setembre del 2010 van començar les emissions del programa anomenat El convidat, en el qual era el convidat de personatges famosos. El 19 de desembre d'aquest mateix any va presentar la Marató de TV3 contra les lesions medul·lars i cerebrals adquirides. El 7 de setembre de 2016 va estrenar un programa de tarda a RAC 1, Islàndia, que el 23 de març de 2021 va celebrar els 1.000 programes. El 26 d'octubre de 2023 va estrenar el programa de TV3 Una altra història
També ha escrit alguns llibres, com El nom del porc, amb el qual va aconseguir el Premi Pere Quart d'humor i sàtira; Els veïns de dalt, o Rebotiga d'il·lustres, del qual és coautor, juntament amb Toni Coromina. El 2021 va publicar El dia que vaig marxar, a Univers Llibres. Des del 2010 també és conseller assessor del diari Ara, on escriu una columna setmanal.
L'any 2023 presenta a TV3 i a 3Cat "Una Altra Història", la versió catalana del programa d'À Punt Mèdia "Tresors amb història" que coprodueix El Terrat al costat de Sunrise Pictures, que també produeix el de Catalunya. El programa, emès els dijous en horari de prime-time, és un projecte d'arxiu col·lectiu i col·laboratiu que vol representar el patrimoni cultural català dels últims 100 anys.

## Premis i reconeixements
- 2011 - Premi Ondas per El convidat.[9]